# Línea SE767 (EMT Madrid)

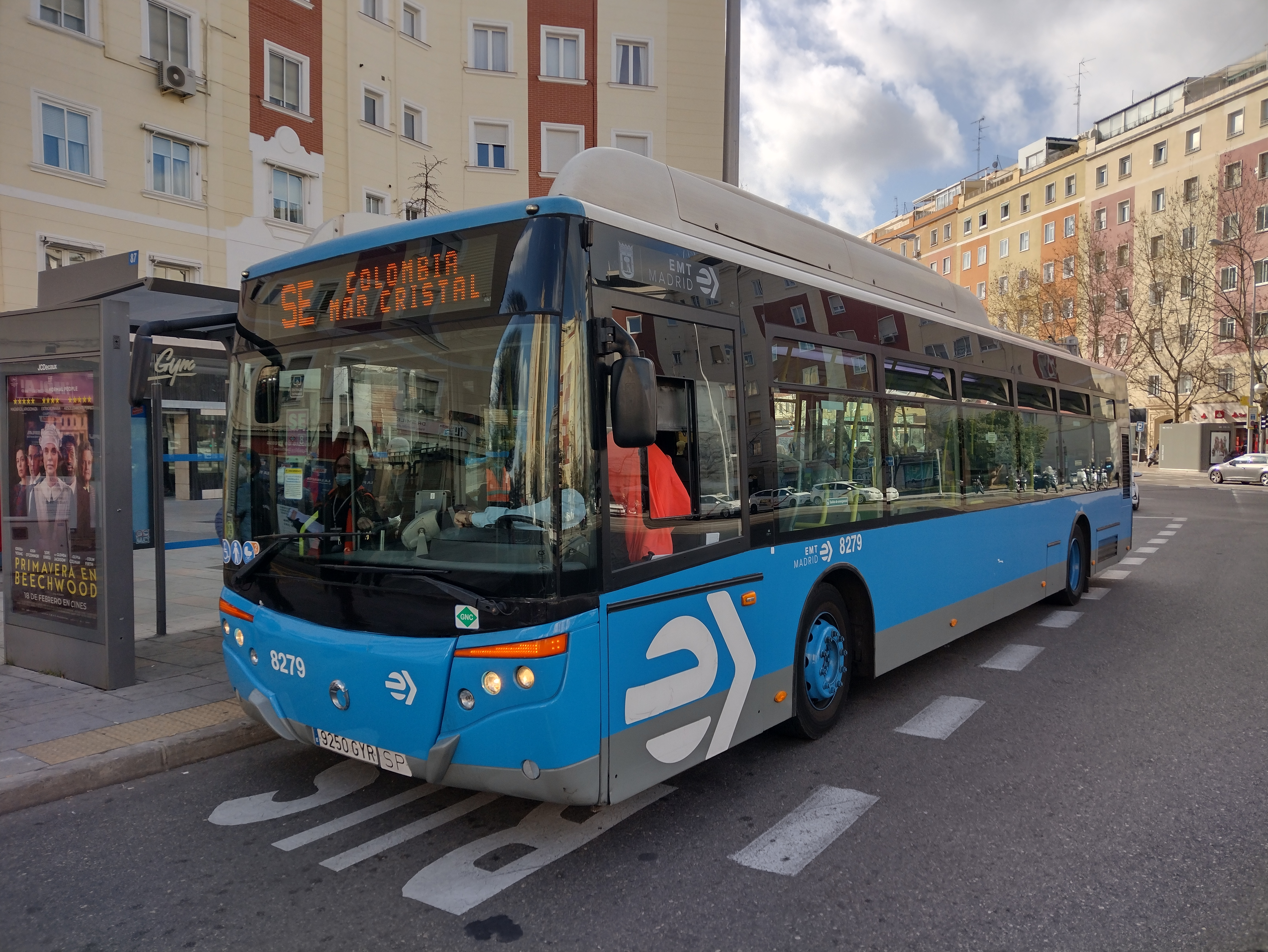
Autobús en Colombia

El Servicio Especial (S.E.) codificado como SE767 de la EMT de Madrid fue una línea que conectaba las estaciones de Colombia y Mar de Cristal durante las obras de renovación de la línea 8 de Metro de Madrid entre el 13 de febrero y el 28 de mayo de 2022.

## Historia
La primera vez que se usó la numeración «767» para un servicio especial fue entre el 26 de enero y el 11 de abril de 2017, cuando la línea 8 de metro cerró en su totalidad. En ese momento la línea solo cubría el tramo entre Colombia y Pinar del Rey sin paradas intermedias.

## Características
Esta línea cubría parte del recorrido de la línea 8 de metro, cerrada por obras. Era gratuita para los usuarios, pues se trataba de un servicio especial consensuado entre ambos operadores de transporte.
Además de las cabeceras y la parada en Pinar del Rey, hacía una parada de descenso junto a la cabecera en Colombia.

### Frecuencias
| De lunes a viernes laborables |          |
| de 7:00 a 21:00               | 2-5 min  |
| de 6:00 a 7:00 de 21:00 a fin | 4-7 min  |
| Sábados, domingos y festivos  |          |
| de 6:00 a 7:00                | 7-10 min |
| de 7:00 a 22:00               | 4-7 min  |
| de 22:00 a fin                | 5-10 min |

## Recorrido y paradas

### Sentido Mar de Cristal
La línea empezaba su recorrido en la Plaza de la República Dominicana. Salía de ella por la calle de Costa Rica y, después de tomar el túnel bajo la plaza de José María Soler, llegaba a la Gran Vía de Hortaleza. Continuaba por ella hasta su término, siguiendo por la calle Arequipa hasta alcanzar su cabecera.
| Estación sustituida | Código | Parada         | Común con | Conexiones con Metro | Otros |
| ------------------- | ------ | -------------- | --------- | -------------------- | ----- |
| Colombia            | 4951   | COLOMBIA       |           | Colombia             |       |
| Pinar del Rey       | 2884   | Pinar del Rey  | 87        |                      |       |
| Mar de Cristal      | 5090   | MAR DE CRISTAL |           | Mar de Cristal       |       |

### Sentido Colombia
El recorrido de vuelta era igual al de ida excepto a la salida de Mar de Cristal, donde tomaba la calle Ayacucho en vez de Arequipa, ya que ambas son de sentido único.
| Estación sustituida | Código | Parada              | Común con  | Conexiones con Metro | Otros |
| ------------------- | ------ | ------------------- | ---------- | -------------------- | ----- |
| Mar de Cristal      | 5090   | MAR DE CRISTAL      |            | Mar de Cristal       |       |
| Pinar del Rey       | 2885   | Pinar del Rey       | 87         |                      |       |
| Colombia            | 314    | Colombia (descenso) | 7 11 40 87 | Colombia             |       |
| Colombia            | 4951   | COLOMBIA            |            | Colombia             |       |